# Werner Büttner
Werner Büttner (født 15. marts 1954 i Jena) er en tysk maler.

## Biografi
I 1973-1977 blev han uddannet i jura på Freie Universität Berlin. I 1976 var han medstifter af Liga zur Bekämpfung des widersprüchlichen Verhaltens og i 1980´erne af Meter-Verlag sammen med Albert Oehlen. I 1980´erne blev han sammen med brødrene Albert og Markus Oehlen og Martin Kippenberger omtalt i malerikunsten til de såkaldte Neuen eller Junge Wilde, som vendte sig væk fra konceptuel kunst og propagerede "maleriets tilbagevenden".
Siden 1989 er han professor i maleri på Hochschule für Bildende Künste i Hamborg. Hos Büttner studerede bl.a. Daniel Richter og Matvey Slavin. Büttner beskæftiger sig hovedsagligt med neodadaistiske collager, som bl.a. er blevet vist i Deichtorhallen i Hamborg. I anledning af hans 65 års fødselsdag i 2019 oprettede Büttner Störer des Stumpsinns Stiftelsen, som er beregnet til at gøre det muligt for stipendieholdere at arbejde i Büttners hjem og studie i Geesthacht nær Hamborg.

## Offentlige samlinger
Tyskland
- Kunstmuseum Walter im Glaspalast, Augsburg
- Sammlung Falckenberg, Kulturstiftung Phoenix Art, Hamborg
- Hamburger Kunsthalle, Hamborg
- Zentrum für Kunst und Medientechnologie, Karlsruhe
- Kunstraum Grässlin, St. Georgen

Frankrig
- FRAC – Poitou-Charentes, Angoulême
- FRAC – Limousin, Limoges

## Diskografi
- Markus Oehlen, Albert Oehlen, Jörg Immendorff, Werner Büttner, Martin Kippenberger und A.R. Penck – Die Rache der Erinnerung, ZickZack – ZZ 205, 1984

## Udstillinger
- 2011: Die erlösende Eloquenz erprobter Dinge – Jena Paradies revisited, Kunstverein in Hamburg, Hamborg
- 2013: Werner Büttner: Gemeine Wahrheiten Zentrum für Kunst und Medientechnologie, Karlsruhe; derefter Weserburg, Bremen

## Film
- Martin Kippenberger und Co – Ein Dokument. Ich kann mir nicht jeden Tag ein Ohr abschneiden. Bog og direktør: Jaqueline Kaess Farquet. München 1985/2010. DVD. 25 min., Independent Artfilms

## Priser
- 2011: Hans Platschek Preis Pris for kunst og skrift af Hans Platschek Stiftelsen